# Neptis clinia
Neptis clinia là một loài bướm ngày thuộc họ Bướm giáp, được tìm thấy ở Nam Á.